# フィデル・マルティネス
フィデル・フランシスコ・マルティネス・テノリオ（Fidel Francisco Martínez Tenorio, 1990年2月15日 - ）は、エクアドル・ヌエバ・ロハ出身の同国代表サッカー選手。クラブ・ティフアナ所属。ポジションはFW（左ウィング）。

## 経歴

### クラブ
デポルティーボ・キトでプロデビュー。以来、中南米のクラブを渡り歩いている。
2012年にリーガMXのクラブ・ティフアナへ移籍すると、同年のアペルトゥーラでクラブ史上初の優勝に貢献する。
2016年にクラブ・ウニベルシダ・ナシオナルからCFアトラスに移籍。2018年1月から半年間はウルグアイのCAペニャロールへ期限付き移籍となる。27日のスーペルコパ・ウルグアージャ決勝・ナシオナル・モンテビデオ戦でゴールを挙げ3-1での勝利に貢献、同大会の初代王者となった。
2018年6月にアトラスを退団すると半年間フリーとなったが、翌年1月にバルセロナSCへ加入し母国復帰。リーグ開幕以降13試合に出場し10ゴールと結果を残す。8月には国外移籍を目指してクラブとの契約を延長しない意向を示したが、12月には新たに2年契約を締結した。2シーズンで公式戦合計27ゴールを挙げた。
2020年9月、中国超級の上海緑地申花足球倶楽部に約150万ドルの移籍金で加入。コパ・リベルタドーレスで8得点を挙げる中での移籍であったが、最終的に同大会の得点王となった。
2021年1月よりクラブ・ティフアナへ2年契約で復帰することが発表された。

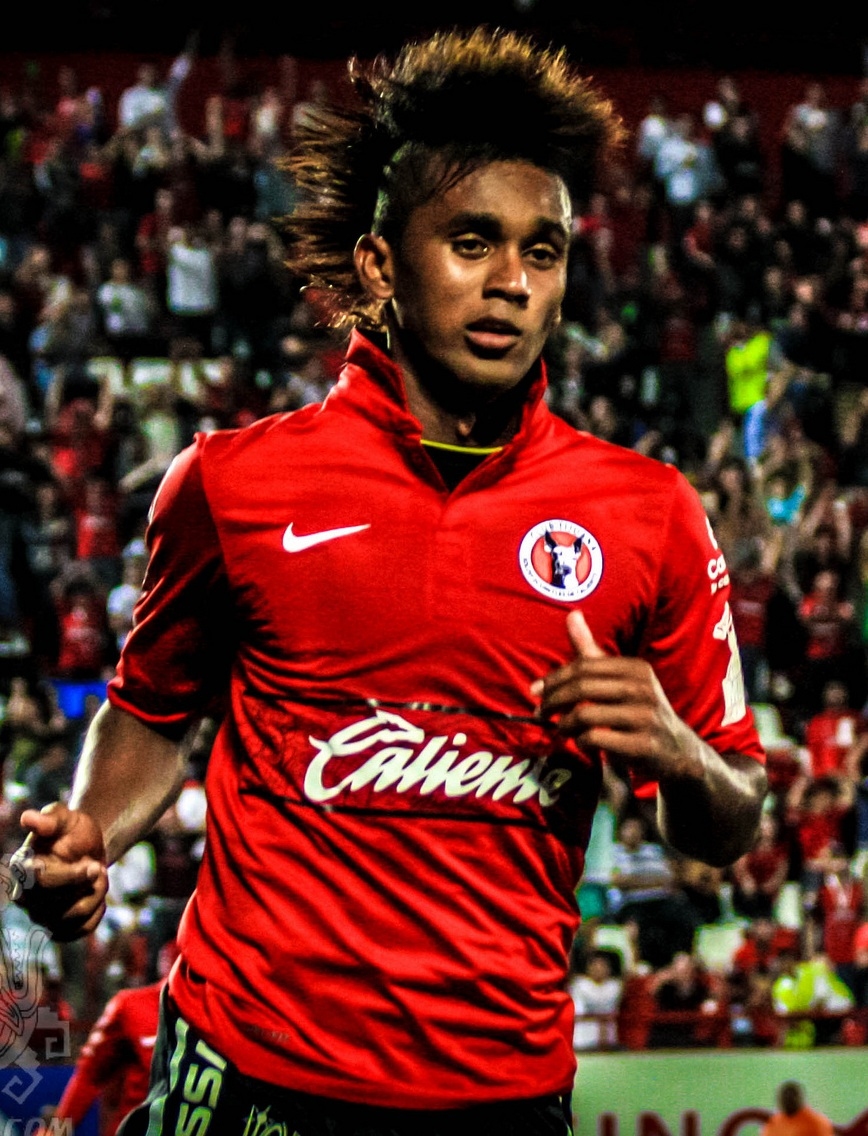
2012年のマルティネス

### 代表
2008年12月にオマーンで開催されたイラン戦でエクアドル代表デビュー及び初ゴール。またU-20代表の一員として2007年と2009年にパンアメリカン競技大会に参加、2007年大会では金メダルを獲得した。その後、長期にわたって代表から遠ざかったが、2014 FIFAワールドカップ・南米予選のウルグアイ戦で5年ぶりに招集された。本戦でもメンバー入りを果たしたが、全くプレーすることなく大会を終えた。2018 FIFAワールドカップ・南米予選ではウルグアイ戦とベネズエラ戦でゴールを挙げたが、チームは予選敗退となった。

## 代表歴

### 出場大会
- エクアドル代表
  - 2014 FIFAワールドカップ

### 試合数
- 国際Aマッチ 36試合 8得点（2008年-2021年）[14]

| エクアドル代表 | 国際Aマッチ | 国際Aマッチ |
| 年             | 出場        | 得点        |
| -------------- | ----------- | ----------- |
| 2008           | 2           | 1           |
| 2009           | 0           | 0           |
| 2010           | 0           | 0           |
| 2011           | 0           | 0           |
| 2012           | 0           | 0           |
| 2013           | 3           | 0           |
| 2014           | 5           | 1           |
| 2015           | 12          | 5           |
| 2016           | 7           | 0           |
| 2017           | 1           | 0           |
| 2018           | 0           | 0           |
| 2019           | 0           | 0           |
| 2020           | 0           | 0           |
| 2021           | 6           | 1           |
| 通算           | 36          | 8           |

## タイトル
デポルティーボ・キト
- セリエA : 2011

ティフアナ
- リーガMX : アペルトゥーラ2012

ペニャロール
- スーペルコパ・ウルグアージャ : 2018

U-20エクアドル代表
- パンアメリカン競技大会: 2007